# 423. п. н. е.

## Догађаји
- Дарије II постао цар Персије.